# 1436

## Esdeveniments
Països Catalans
Resta del món
- Comença a regnar Monctezuma a l'imperi asteca.

## Naixements
Països Catalans
Resta del món
- Cisneros, cardenal espanyol.
- Cristòfor Colom, mariner genovès.
- Johannes Müller Regiomontanus, astrònom i matemàtic alemany.

## Necrològiques
Països Catalans
Resta del món
- Salih ibn Yahya ibn Salih, emir drus de la dinastia dels Banu Buhtur que governava a la costa del Xuf entre Beirut i Saïda.